# NGC 4412
NGC 4412 is een balkspiraalstelsel in het sterrenbeeld Maagd. Het hemelobject ligt 117 miljoen lichtjaar van de Aarde verwijderd en werd op 23 februari 1784 ontdekt door de Duits-Britse astronoom William Herschel.

## Synoniemen
- UGC 7536
- MCG 1-32-62
- ZWG 42.104
- VCC 921
- IRAS 12240+0414
- PGC 40715